# Среден змиевиден гущер
Средните змиевидни гущери (Ophiodes intermedius) са вид влечуги от семейство Слепоци (Anguidae).
Разпространени са в северна Аржентина и съседни части на Парагвай, Боливия и Уругвай.
Таксонът е описан за пръв път от Жорж Албер Буланже през 1894 година.